# Hexatoma griseicollis
Hexatoma griseicollis är en tvåvingeart som först beskrevs av Edwards 1926.  Hexatoma griseicollis ingår i släktet Hexatoma och familjen småharkrankar. Inga underarter finns listade i Catalogue of Life.